# Kalocsai-Sárköz
A Kalocsai-Sárköz földrajzi kistáj Magyarországon, az Alföldön belül a Duna menti síkságon. Neve először egy 1459-ből származó oklevélben fordul elő, mint "Sarkez". Sárköz, mint terület- illetve tájnév az ország több térségében előfordul, de mint családnév sem ritka. Jelentését Vályi András 1796-ban a következőképpen adta meg: „Így neveztetnek némelly vidékek külömb-féle Vármegyékben, holott a szomszéd vizeknek feldagadásaik miatt lapályos helyek vagynak: nem lévén felőlök bizonyos tudósításaink, tökélletesen meg nem határozhattyuk.” (Vályi, 1796). Azaz a folyótorkolat-közeli, a vízfolyások által határolt területet a „köz” szócska illesztésével nevezték el. A terület névadója a rendszerint a kisebb vízfolyás lett. Példaként a Sárköz mellett a Bodrogköz (Bodrog→Tisza, Szamosköz (Szamos→Tisza) vagy a Drávaköz (Dráva→Duna) említhető. Ebben a térségben a Duna jelentősebb mellékvízfolyása a Bátánál a Dunába torkolló Sárvíz (egykori nevén Sár) volt. Ezt a mellékvízfolyást az Ortvay által idézett források Sarwezy, Saarwyze, Sarvizi, Saar fluvius néven említik.

## Határai
Nyugaton természetes határként a Duna választja el a Tolnai-Sárköztől és a Mezőföld közép és déli részétől. Északon a Solti-sík, keleten a Bugaci-homokhát, délen pedig a Bácskai-síkvidék határolja. A tájegységen összesen 24 település helyezkedik el, melyek közül Harta az északnyugati, Érsekcsanád pedig a délkeleti tájhatár közelében van. A legnépesebb település pedig a névadó, Kalocsa.

## Domborzata
Az 1050 km2 kiterjedésű Kalocsai-Sárköz, mint tájegység mindössze 88,5–112 m balti tengerszint feletti magasságú, déli, délnyugati irányban enyhén lejtő síkság. A tájegység sajátosságai közé tartozik, hogy a felszínformáiban jelentős különbségek mutatkoznak nemcsak az északi és a dél, hanem a nyugati és a keleti térszínek között is.
A síkság északi részének jellegzetes felszínformái a teraszmaradványok, illetve az alacsonyabb térszínek pedig ártéri területek. A teraszokat löszös homok és futóhomok, az ártéri területeket pedig finomszemcsés folyóvízi hordalék építi fel. A felszíni képződmények alatt Uszód térségéig húzódó, változó vastagságú kavicsréteg helyezkedik el.
Délebbre a tökéletes síkságként folytatódó felszínt az alacsony ártéri térszíneken vízzáró iszapos-agyagos hordalék, a magas árteret öntésiszap, öntéshomok és helyenként folyóvízi eredetű futóhomok fedi. Jellegzetes felszínformák a lefűződött, elhagyott mederrészek és a lefolyástalan területek. A déli részeken elsősorban a finomabb szemösszetételű hordalék halmozódott fel.
A tájegység nyugati felszínformáit és azok anyagát a vízrendezések befejeződéséig elsősorban a Duna medréből kilépő árvizek alakították. A keleti tájperemre már csak a finomabb hordalékot szállító víztömegek érkeztek.

## Növényvilága
Fajszám: 600-800; védett fajok száma: 60-80;
A táj egykori növényzete a Duna mentén ártéri erdő és mocsár volt. A mentett ártéren keményfaligetek, a Duna-erekben mocsári növényzet. A kanyargó víztestek között a kiterjedt hátakon száraz sztyeppi és erdőssztyepp-vegetáció uralkodhatott. A táj északi részén egy szikes zóna következik (Felsőerek, Homokmégy környéke). A Duna hullámtér ártéri növényzete a szabályozások miatt elkeskenyedett, leginkább puhafás ligeterdővel, a parton és a szigeteken bokorfüzesekkel, a magasabb színeken keményfás ligeterdő maradványokkal. Az ártéri rétek ritkák, a gátak tövében vannak túlélő foltjai. A szikesek fajgazdagok, különösen Felsőerek térségében. A kaszálás és legelés alól felhagyott gyepeken spontán füzesek és telepített ültetvények vannak.

## Története, népessége
Földrajzilag, történeti-néprajzi alakulásában sok vonásában rokon a Tolna vármegyei Sárközzel. A honfoglalás korában megtelepült vidék. Már az Árpád-korban Magyarország egyik fontos kultúrtája, középpontjában a nagytáji, központi funkciókat ellátó Kalocsával. A hódoltság során nagyon erősen elpusztult. A 18. század folyamán az elpusztult vidéket az érseki uradalom szervezésében újjáépítették. Kalocsa környékén, a város egykori szállásain alakult Homokmégy, Szakmár, Öregcsertő és Drágszél községekben élő magyar csoportok római katolikus népességét potáknak nevezik. Sajátos színezetűvé teszi őket a 19. század második felében kialakult gazdasági fellendülés nyomán kibontakozott, máig élő, sajátos stilizálású és motívumkészletű, a 20. század derekára mindinkább természethűségre törekvő népművészetük, viseletük (lásd: Kalocsai hímzés). A Kalocsai-Sárköz délkeleti területein németek, szlovákok, római katolikus vallású délszlávok (ráchorvátok) települtek. A Kalocsai-Sárköz településrendjét, paraszti gazdálkodását máig hatóan meghatározta a többszörös megosztottság, falu-város menti, határbeli és pusztai szálláscsoportok egyidejű használata (kalocsai szállások).